# SK Meteor Praha
SK Meteor Praha je jeden z nejstarších sportovních klubů v ČR; byl založen v roce 1884 . Historie i současnost tohoto klubu je spjata s městskou čtvrtí Libeň. Klub je registrován jako občanské sdružení a v současné době sdružuje několik oddílů v různých sportovních odvětvích. Klub provozuje Hotel Libeň.
Fotbalový oddíl již není součástí klubu a je samostatným právním subjektem FK Meteor Praha VIII. Od roku 2006 není součástí klubu ani softballový oddíl, který se osamostatnil pod názvem SC Canaries.

## Historické názvy
- SK Meteor Praha VIII.
- TJ Meteor Praha
- SK Meteor Praha

## Oddíly
- oddíl basketbalu
- oddíl kuželek
- oddíl tenisu
- oddíl volejbalu